# ナット・ファクソン
ナット・ファクソン（Nat Faxon）は、アメリカ合衆国の俳優、コメディアン、脚本家である。

## 経歴
ホールダーネス・スクールとハミルトン・カレッジを卒業した。ロサンゼルスの即興喜劇の劇団であるザ・グランドリングスの卒業生でもある。
2007年2月3日、スティーヴ・ガッドの娘のミーガン・ガッドと結婚した。
2011年、ファクソンがザ・グランドリングスで出会ったパートナーであるジム・ラッシュと共に脚本を書いた、アレクサンダー・ペイン監督、ジョージ・クルーニー主演の映画『ファミリー・ツリー』が公開された。

## フィルモグラフィ

### 映画
- ロミーとミッシェルの場合 セレブ入門編 Romy and Michele: In the Beginning (2005) テレビ映画、出演
- ビール・フェスタ 無修正版 〜世界対抗・一気飲み選手権 Beerfest (2006) 出演
- Mr.ズーキーパーの婚活動物園 Zookeeper (2011) 出演
- バッド・ティーチャー Bad Teacher (2011) 出演
- ファミリー・ツリー The Descendants (2011) 脚本
- プールサイド・デイズ The Way, Way Back (2013) 監督・脚本・出演
- ファーザー・オブ・ザ・イヤー Father of the Year (2018) 出演
- レディ・オア・ノット Ready or Not (2019) 出演
- チャーリーズ・エンジェル Chalie's Angels (2019) 出演
- ダウンヒル Downhill (2020) 監督・脚本
- YESデー 〜ダメって言っちゃダメな日〜 Yes Day (2021) 出演

### テレビシリーズ
- ジョーイ Joey (2004-2005) 3話ゲスト出演
- NCIS 〜ネイビー犯罪捜査班 NCIS: Naval Criminal Investigative Service (2005) 第3シーズン第6話「殺人ビデオ」ゲスト出演
- マッドメン Mad Men (2008) 第2シーズン第3話「パトロン」ゲスト出演